# Guerra del arma
La Guerra del arma, también conocida como la Guerra Basuto, fue un conflicto desarrollado entre 1880 y 1881 en el territorio británico de Basutolandia (hoy Lesoto) en el sur de África, librada entre las fuerzas de la Colonia del Cabo y rebeldes jefes basotho sobre el derecho de los indígenas a portar armas. Aunque se considera oficialmente un punto muerto, la liquidación final favoreció a los basotho.

## Desarrollo

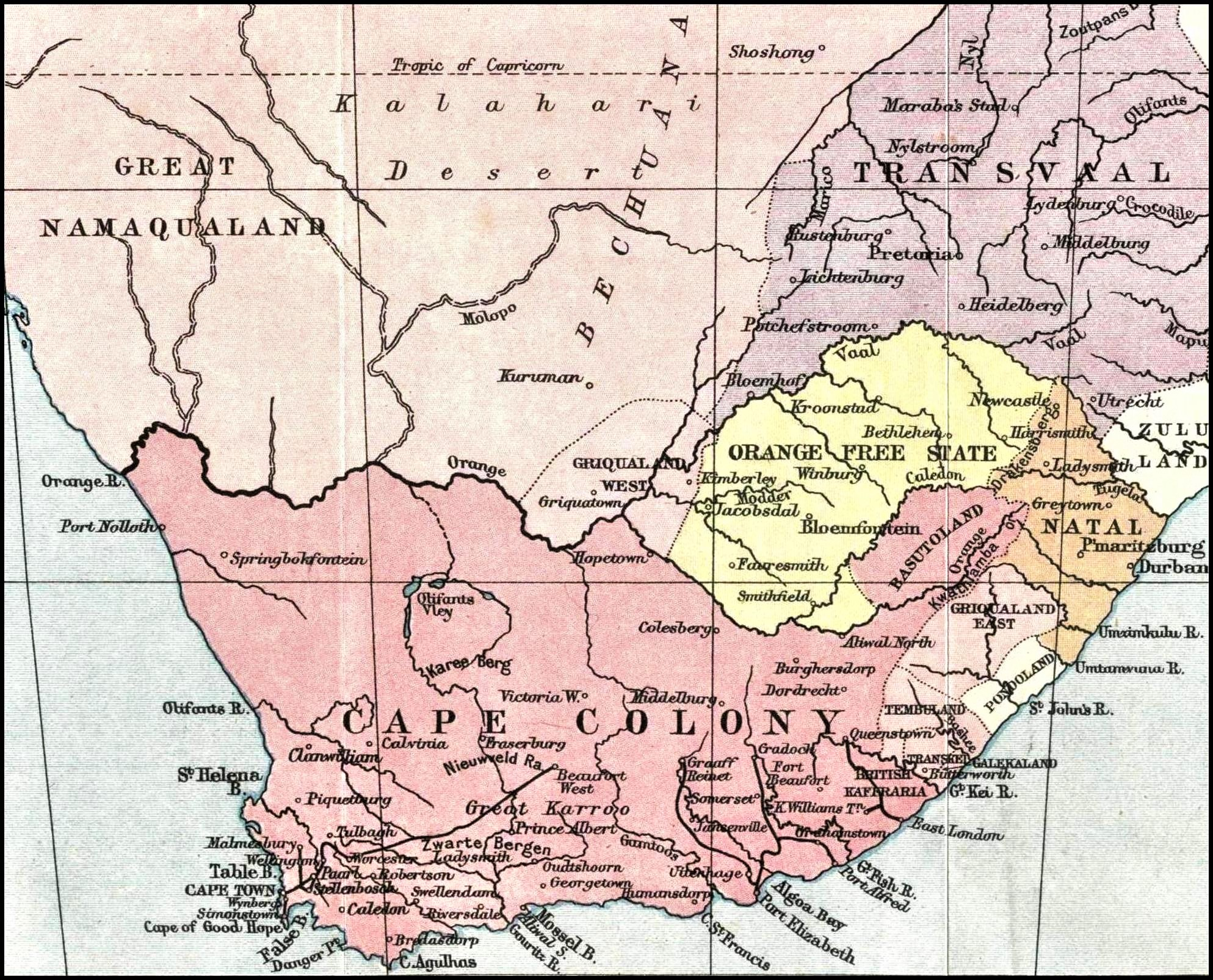
Mapa del sur de África, mostrando Basutolandia como constituyente de la Colonia del Cabo (rosa oscuro), antes del estallido de la Guerra Basuto.

Basutolandia habían estado bajo el control nominal de la Colonia del Cabo (del Imperio Británico) desde 1871 (fue un protectorado británico desde 1868 hasta 1871), pero el territorio permaneció esencialmente autónomo en los primeros años de la colonia británica, con las autoridades tradicionales Basotho detentando el poder efectivo. Sólo a finales de la década de 1870 intentaron las autoridades del Cabo consolidar su poder sobre la región y hacer cumplir sus leyes. Basutolandia, un estado independiente en fecha tan reciente como 1868, se irritó bajo las nuevas restricciones y los intentos de reducir la autoridad de sus jefes. Las cosas llegaron a un punto crítico en 1879, cuando el gobernador Henry Bartle Frere reservó parte de Basutolandia para la colonización blanca y exigió que todos los nativos entregaran sus armas de fuego a las autoridades del Cabo bajo la Ley de Protección de la Paz de 1879.
El gobierno del Cabo de sir John Gordon Sprigg estableció abril de 1880 como fecha para la entrega de las armas. Aunque algunos basotho con gran renuencia estaban dispuestos a entregar sus armas, la mayoría se negó; los intentos del gobierno para hacer cumplir la ley trajo enfrentamientos antes de septiembre.
En cuestión de meses, la mayoría de los jefes basotho estaban en rebelión abierta. Fuerzas colonial Cabo enviados a sofocar la rebelión sufrieron fuertes bajas, como los basotho había obtenido armas de fuego reparadas por el Estado Libre de Orange y disfrutado de una ventaja defensiva natural en el terreno montañoso de su país. Los rebeldes se basó principalmente en la guerra de guerrillas, emboscadas unidades aisladas de negar la superioridad británica / Cabo en potencia de fuego. En octubre, las fuerzas basotho emboscaron a una columna montada de lanceros de la British Army (primera Regimiento, Cabo montados Yeomanry) en Qalabani cerca Mafeteng), matando a 39. La derrota de una columna con experiencia y bien armado caballería desalentado autoridades Cabo.
Los costos de la guerra cuando se añaden a la guerra antes con el xhosa y renovada problemas en el Transkei arrastraban la Colonia del Cabo a la quiebra. La guerra también se estaba volviendo cada vez más impopular, y el gobierno Sprigg fue reemplazado por el gobierno Thomas Scanlen.
Un tratado de paz fue firmado con basotho jefes en 1881, en los que las autoridades coloniales concedieron la mayoría de los puntos en disputa. La tierra quedó en manos basotho y la nación disfrutó de acceso sin restricciones a las armas de fuego a cambio de una indemnización nacional por única vez de 5.000 bovinos. Sin embargo, el malestar continuó y se convirtió rápidamente en claro que Ciudad del Cabo no podía controlar el territorio. En 1884, el gobierno británico volvió Basutolandia a la condición de colonia de la Corona, la concesión de autonomía interna en el proceso. Con el poder efectivo, una vez más firmemente con los jefes, el conflicto se apaciguó.